# Denis Sanders
Pour les articles homonymes, voir Sanders.
Denis Sanders, né le 21 janvier 1929 à New York et mort le 10 décembre 1987 à San Diego en Californie d'une crise cardiaque, est un réalisateur et producteur américain, comme son frère Terry Sanders.

## Filmographie

### Producteur
- 1969 : Czechoslovakia 1968

### Réalisateur

#### Cinéma
- 1954 : Subject : Narcotics
- 1954 : A Time Out of War
- 1959 : Crime and Punishment U.S.A.
- 1962 : La guerre est aussi une chasse (War Hunt)
- 1964 : One Man's Way
- 1964 : Shock Treatment
- 1969 : Czechoslovakia 1968
- 1970 : Elvis Show
- 1971 : Soul to Soul
- 1973 : L'Invasion des femmes abeilles

#### Télévision
- 1962 : Naked City (2 épisodes)
- 1962 : Les Accusés (The Defenders)
- 1964 : Route 66 (1 épisode)
- 1968 : Mannix (The falling star) (1 épisode)
- 1971 : L'Ouest américain de John Ford
- 1982 : Computer are people, too !

### Scénariste
- 1969 : Czechoslovakia 1968

## Nominations et récompenses
- 1970 : Oscar du meilleur court métrage documentaire pour Czechoslovakia 1968